# Lista över countyn i Florida

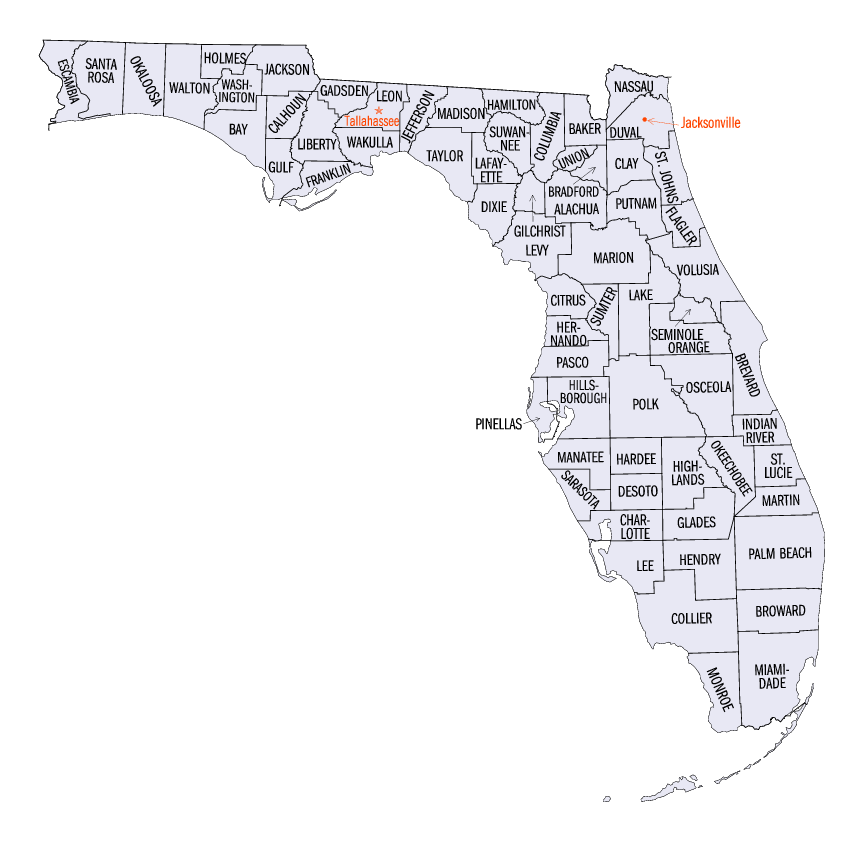
Floridas Countyn

Detta är en lista över de 67 countyn som finns i delstaten Florida i USA.
| County              | Huvudort (County Seat) | Grundat |
| ------------------- | ---------------------- | ------- |
| Alachua County      | Gainesville            | 1824    |
| Baker County        | Macclenny              | 1861    |
| Bay County          | Panama City            | 1913    |
| Bradford County     | Starke                 | 1858    |
| Brevard County      | Titusville             | 1844    |
| Broward County      | Fort Lauderdale        | 1915    |
| Calhoun County      | Blountstown            | 1838    |
| Charlotte County    | Punta Gorda            | 1921    |
| Citrus County       | Inverness              | 1887    |
| Clay County         | Green Cove Springs     | 1858    |
| Collier County      | Naples                 | 1923    |
| Columbia County     | Lake City              | 1832    |
| DeSoto County       | Arcadia                | 1887    |
| Dixie County        | Cross City             | 1921    |
| Duval County        | Jacksonville           | 1822    |
| Escambia County     | Pensacola              | 1821    |
| Flagler County      | Bunnell                | 1917    |
| Franklin County     | Apalachicola           | 1832    |
| Gadsden County      | Quincy                 | 1823    |
| Gilchrist County    | Trenton                | 1925    |
| Glades County       | Moore Haven            | 1921    |
| Gulf County         | Port St. Joe           | 1925    |
| Hamilton County     | Jasper                 | 1827    |
| Hardee County       | Wauchula               | 1921    |
| Hendry County       | LaBelle                | 1923    |
| Hernando County     | Brooksville            | 1843    |
| Highlands County    | Sebring                | 1921    |
| Hillsborough County | Tampa                  | 1834    |
| Holmes County       | Bonifay                | 1848    |
| Indian River County | Vero Beach             | 1925    |
| Jackson County      | Marianna               | 1822    |
| Jefferson County    | Monticello             | 1827    |
| Lafayette County    | Mayo                   | 1856    |
| Lake County         | Tavares                | 1887    |
| Lee County          | Fort Myers             | 1887    |
| Leon County         | Tallahassee            | 1824    |
| Levy County         | Bronson                | 1845    |
| Liberty County      | Bristol                | 1855    |
| Madison County      | Madison                | 1827    |
| Manatee County      | Bradenton              | 1855    |
| Marion County       | Ocala                  | 1844    |
| Martin County       | Stuart                 | 1925    |
| Miami-Dade County   | Miami                  | 1836    |
| Monroe County       | Key West               | 1823    |
| Nassau County       | Fernandina Beach       | 1824    |
| Okaloosa County     | Crestview              | 1915    |
| Okeechobee County   | Okeechobee             | 1917    |
| Orange County       | Orlando                | 1824    |
| Osceola County      | Kissimmee              | 1887    |
| Palm Beach County   | West Palm Beach        | 1909    |
| Pasco County        | Dade City              | 1887    |
| Pinellas County     | Clearwater             | 1911    |
| Polk County         | Bartow                 | 1861    |
| Putnam County       | Palatka                | 1849    |
| Santa Rosa County   | Milton                 | 1842    |
| Sarasota County     | Sarasota               | 1921    |
| Seminole County     | Sanford                | 1913    |
| St. Johns County    | St Augustine           | 1821    |
| St. Lucie County    | Fort Pierce            | 1905    |
| Sumter County       | Bushnell               | 1853    |
| Suwannee County     | Live Oak               | 1858    |
| Taylor County       | Perry                  | 1856    |
| Union County        | Lake Butler            | 1921    |
| Volusia County      | DeLand                 | 1854    |
| Wakulla County      | Crawfordville          | 1843    |
| Walton County       | De Funiak Springs      | 1824    |
| Washington County   | Chipley                | 1825    |